# Hamlin (Maine)
Hamlin és una població dels Estats Units a l'estat de Maine (EUA). Segons el cens del 2000 tenia 257 habitants.

## Demografia
Segons el cens del 2000, Hamlin tenia 257 habitants, 103 habitatges, i 73 famílies. La densitat de població era de 4,3 habitants/km².
Dels 103 habitatges en un 23,3% hi vivien nens de menys de 18 anys, en un 65% hi vivien parelles casades, en un 3,9% dones solteres, i en un 28,2% no eren unitats familiars. En el 23,3% dels habitatges hi vivien persones soles el 7,8% de les quals corresponia a persones de 65 anys o més que vivien soles. El nombre mitjà de persones vivint en cada habitatge era de 2,43 i el nombre mitjà de persones que vivien en cada família era de 2,88.
Per edats la població es repartia de la següent manera: un 20,6% tenia menys de 18 anys, un 5,4% entre 18 i 24, un 26,5% entre 25 i 44, un 32,3% de 45 a 60 i un 15,2% 65 anys o més.
L'edat mediana era de 44 anys. Per cada 100 dones de 18 o més anys hi havia 94,3 homes.
La renda mediana per habitatge era de 32.625 $ i la renda mediana per família de 34.125 $. Els homes tenien una renda mediana de 33.125 $ mentre que les dones 14.688 $. La renda per capita de la població era de 13.600 $. Entorn del 9,9% de les famílies i el 10% de la població estaven per davall del llindar de pobresa.